# Trichodesma africanum
Trichodesma africanum là loài thực vật có hoa trong họ Mồ hôi. Loài này được (L.) Sm. miêu tả khoa học đầu tiên năm 1817.